# Patrick Poels
Patrick (Pat) Poels is een professionele pokerspeler uit de Verenigde Staten. Hij heeft twee World Series of Poker titels op zijn naam staan. Zijn eerste won hij tijdens de World Series of Poker 2005 in een $1.500 Limit Omaha Hi-Low Split 8 or Better-toernooi. Een jaar later won hij zijn tweede titel.
In zijn carrière heeft Poels meer dan $1 miljoen bij elkaar gewonnen met toernooien.

## World Series of Poker bracelets
| Jaar | Toernooi                                     | Prijs    |
| ---- | -------------------------------------------- | -------- |
| 2005 | $1.500 Limit Omaha Hi-Low Split 8 or Better  | $270.100 |
| 2006 | $$1.000 7 Card Stud Hi-Low Split 8 or Better | $172.091 |